# Alexa Internet
Alexa Internet, Inc. foi uma companhia de tráfego web e análise de dados norte-americana. Era uma subsidiária pertencente à Amazon. O serviço foi descontinuado em 1 de maio de 2022.
Seu principal serviço era medir quantos usuários de Internet visitavam um determinado sítio eletrônico. É possível saber quantos acessos um site tem e, partindo desses dados, sua colocação em um ranking global e regional. Os dados eram coletados a partir de extensões para navegadores de internet, como seu toolbar, e scripts fornecidos pela própria empresa.

## Operações e História
Alexa Internet foi fundada em 1996 pelos americanos Bruce Gilliat e Brewster Kahle. O nome é inspirado na Biblioteca de Alexandria do Egito, criando um paralelo entre como a Biblioteca de Alexandria era considerada o maior repositório de conhecimento do mundo antigo e a visão de que a empresa seria um equivalente moderno. Inicialmente, oferecia um toolbar para usuários gratuitamente, que fornecia páginas arquivadas de sites da Internet pelo Internet Archive, e sugestões de sites para visitar baseado no tráfego web de outros usuários. A companhia foi adquirida pela Amazon em 1999.